# V Aquilae
V Aquilae (V Aql / HD 177336 / HIP 7220) es una estrella variable en la constelación de Águila. Se encuentra a una distancia aproximada de 1825 años luz del sistema solar.
V Aquilae es una estrella de carbono de tipo espectral CV6 con una temperatura superficial de sólo 2525 K.
En las estrellas de carbono, al contrario que en la mayor parte de las estrellas, el contenido de carbono es mayor que el de oxígeno; así, la relación carbono-oxígeno en V Aquilae es de 1,25.
Además, estas estrellas experimentan una pérdida de masa estelar significativa; V Aquilae lo hace a razón de 6,6 × 10-7 masas solares por año.
Su luminosidad bolométrica —considerando todas las longitudes de onda— es 14.200 veces superior a la luminosidad solar.
Mediante interferometría se ha medido su diámetro angular, el cual, una vez considerado el oscurecimiento de limbo, es de 10,32 ± 0,70 milisegundos de arco.
Ello permite evaluar su diámetro real, siendo este 620 veces más grande que el diámetro solar; dicha cifra, al depender de la distancia y dada la incertidumbre en la misma, es sólo aproximada.
Catalogada como variable semirregular SRB, el brillo de V Aquilae varía entre magnitud aparente +6,6 y +8,4 en un período de 353 días.